# Chetogena orientalis
Chetogena orientalis är en tvåvingeart som först beskrevs av Townsend 1929.  Chetogena orientalis ingår i släktet Chetogena och familjen parasitflugor.
Artens utbredningsområde är Peru. Inga underarter finns listade i Catalogue of Life.